# Baccha
Genre
Baccha est un genre d'insectes diptères du sous-ordre des Brachycera (les Brachycera sont des mouches muscoïdes aux antennes courtes) et de la famille des Syrphidae.

## Synonymie
Selon BioLib (1 juin 2014)
- Bacca Rondani, 1844
- Bacchina Williston, 1896
- Bacha Schiner, 1862

## Liste d'espèces
Selon Fauna Europaea (1 juin 2014)
- Baccha elongata - seule espèce d'Europe

Selon EOL (1 juin 2014)
- Baccha bistriatus Kohli, Kapoor & Gupta, 1988
- Baccha elongata (Fabricius, 1775)
- Baccha exila Violovitsh, 1976
- Baccha laphrieformis Violovitsh, 1976
- Baccha maculata Walker, 1852
- Baccha nana Violovitsh, 1976
- Baccha okadomei Violovitsh, 1976
- Baccha optata Violovitsh, 1976
- Baccha perexilis (Harris, 1776)
- Baccha sachalinica Violovitsh, 1976
- Baccha shirakii Violovitsh, 1976
- Baccha sibirica Violovitsh, 1976
- Baccha strandi Duda, 1940